# Achenkirch
Achenkirch este un oraș în Austria.